# 清荷聯軍
清荷聯軍為清朝與荷蘭東印度公司為對抗明鄭政權而組成的聯盟。荷蘭人因被鄭成功奪走臺灣後亟思光復，便與清朝結盟。1663年，清荷聯軍於金門烏沙頭擊敗鄭軍，順勢佔領金廈並迫使明鄭退回臺灣本島。戰後荷蘭人成功奪回雞籠並以其為基地於明鄭對峙，但清廷戰後因颱風折損水師而放棄攻臺，並改以遷界令封鎖，導致荷屬雞籠出現營運及補給困難，最終荷方於1668年再度撤出並導致雙方同盟破裂，明鄭得以在臺灣存續。

## 初次接觸
1653年，為了讓清政府開放貿易，荷蘭人與鎮守廣東的尚可喜、耿繼茂交涉，卻被兩人以須得到順治帝同意為由所拒絕。為此，巴達維亞當局於1655年派出使節團前往北京，獲順治帝接見。不過順治帝只把荷蘭看作係前來朝貢的藩屬，只同意每八年一次的朝貢貿易，而非自由通商。
雖然這次交涉並不如預期，但至少清政府已不再視荷蘭人為海盜，扭轉了五十年來中國朝廷對荷蘭人的刻板印象，為日後合作打下了基礎。因此自鄭成功崛起後，清荷雙方便興起了對抗共同敵人的念頭。
1661年，耿繼茂得知鄭成功進攻台灣後，打算趁虛進攻鄭成功所據守的金門、廈門，便邀請荷軍共同作戰。不過這次的行動因荷軍統帥擅自返回巴達維亞而宣告失敗。

## 金廈海戰
1663年8月，為了從明鄭手中奪回台灣，荷軍統帥博特從巴達維亞率領艘艦隊抵達福州，準備與清軍交涉進攻。此時逢鄭成功過世，繼任者鄭經尋求與清朝和談，因此福建的主政者耿繼茂、李率泰要博特等待康熙帝的回覆，只是博特遲遲未等到回覆，遂於3月返回巴達維亞。
10月21日，博特再次率領艦隊來到泉州，並向耿繼茂、李率泰提出協議，要清朝同意攻陷金廈兩門後，馬上進攻台灣，並於戰勝後把台灣移交給荷蘭人。耿、李兩人雖未答應進攻台灣，不過為了拉攏荷軍，仍在協議書上簽章，清荷聯軍遂告成立。
11月14日，鄭軍統帥周全斌派2年前遭俘虜的荷蘭翻譯員，向博特提議合作，博特以早與清軍結盟而回絕。此翻譯員卻把鄭軍的部署告訴荷軍，此時廈門的鄭軍有4000~5000人，而金門有100~150人，兩島都無砲台；另外有100艘船停於附近的海域。
18日，博特打算與清軍一起進攻金門，但是清軍以未獲耿繼茂的命令为由，拒絕與荷軍共同行動。博特遂單獨出擊，派100人攻打金門城。雖然荷軍擊潰城外的鄭軍，卻不敢繼續追擊，以免脫離艦隊火炮的射程。鄭軍遂逮到重新集結的機會，以大量弓箭回擊，逼迫荷軍暫時撤退。不久，荷軍再次攻城，但攻城竹梯給士兵踏毀了，荷軍只得撤退。
這時清軍分三路出擊，分別為同安的耿繼茂、李率泰；泉州的馬得功；海澄的施琅、黃梧。荷軍接獲消息，決定與清軍會合，19日上午，荷軍與馬得功所率領的400艘戰船於烈嶼沿海會合。鄭軍因人數不敵，打算先撤退到廈門，到了中午，於金門烏沙頭遭遇清荷聯軍。
荷軍先和鄭軍交戰，以火砲擊傷鄭軍50艘戰艦。鄭軍奮力突圍，並繞至聯軍後方，周全斌親自突擊，擊潰清軍。馬得功因座艦遭到包圍而跳海自殺，船上300人皆身亡:66-67。荷軍雖然趕來支援，但因船速較慢，讓鄭軍順利退往廈門。晚上，戰役結束，荷軍僅1人陣亡，16人受傷，便於烈嶼下錨過夜；清軍則退至浯嶼，等待明日進攻廈門。
20日，鄭軍先和清軍交戰，並佔了上風。待荷軍抵達時，鄭軍為避免與荷軍強大的火力作正面衝突，遂放棄廈門，往南撤退。鄭軍依靠靈活的船隻，強行突破荷軍艦隊，只有3艘船被俘虜，其餘皆平安撤離戰場。戰後鄭軍退守銅山，清軍則趁機攻陷了金門、廈門，摧毀城砦、民舍，並殘殺劫掠島上居民。

## 後續
清軍拿下金廈兩門後，博特催促耿繼茂進攻台灣，但耿繼茂並不贊同，反要荷軍協攻銅山，雙方意見分歧，博特遂單獨進軍台灣。1664年1月19日，荷軍從打狗登陸，鄭經遂提出割讓南澳島、交還戰俘向博特談和。博特堅持要取回台灣才肯締和，雙方談判破裂；不過荷軍也無力獨力攻臺，博特只得於2月26日返回巴達維亞，等待清廷的消息。
6月，巴達維亞當局決定佔領雞籠，任命上尉比特（Herman de Bitter）為雞籠長官，並由博特率12艘戰艦負責進攻。8月27日，荷軍抵達雞籠，重新修復1661年廢棄的北荷蘭城，作為進攻台灣的灘頭堡。事後博特前往福建，商討進攻鄭氏事宜。不過清軍將領如耿繼茂、黃梧等正熱衷與日本貿易，不太願意發動進攻:384-385，他們只是想藉由提供荷軍遠征所需補給品，規避海禁以從事海外貿易:383，一再延宕出兵。
到了12月24日，博特終於與施琅一起從金門出兵，不過聯軍出航沒多久，施琅便以當時海象太危險而折返。博特為此氣憤不已，與施琅爭吵後，即返回巴達維亞，雙方結盟出現裂痕:365-366。1665年5月，施琅再次出兵攻台，然而抵達澎湖時卻遭遇颱風，損失許多船艦，無功而返。事後康熙帝放棄攻打台灣，轉而嚴厲執行海禁，以迫使明鄭投降。另一方面，荷蘭人因多次行動花費過大，不但沒拿回台灣，與清朝交涉通商也無成果，遂不再配合清方行動，清荷同盟自此結束。
之後荷蘭人致力於雞籠發展貿易，只是遇到與西班牙人同樣的問題，雞籠過於仰賴淡水原住民及華商提供糧食，1665年鄭軍進駐淡水，就讓荷軍感到補給困難。而且荷蘭商船來往福州、雞籠之間，本來就違反清朝海禁，清廷後來更禁止荷蘭人於福建貿易。1668年，巴達維亞當局因雞籠長年虧損，決定撤出，隨後明鄭便於1669年佔領雞籠。